# Christian Libens
Christian Libens, né le 5 septembre 1954 à Verviers (province de Liège), est un écrivain, poète, essayiste, romancier, nouvelliste, journaliste, conteur, scénariste de bande dessinée, concepteur de jeux et enseignant belge francophone.

## Biographie

### Jeunesse et formation
Christian Libens naît le 5 septembre 1954 à Verviers,,. Il est issu de parents téléphonistes ; le grand-père paternel, d'origine limbourgeoise, est mineur de fond. Il passe son enfance à Nessonvaux et il fréquente l'école primaire communale. Il découvre le plaisir de lire grâce aux Aventures de Tintin, puis au Club des cinq d'Enid Blyton, et la marche en forêt grâce au scoutisme. Il commence en 1966 des humanités latines à l'athénée de Verviers, puis à l'athénée de Chênée. Puis en 1974, il suit des études à l'Institut d'Enseignement Supérieur Pédagogique de la Ville de Liège. 

### Début de carrière
Il se marie une première fois en 1976 et il devient la même année professeur de français intérimaire. Il entame ainsi un long nomadisme pédagogique qui le fera travailler dans 37 établissements différents en une douzaine d'années. Il collabore au service de presse d'un homme politique de 1978 à 1979 et il se met à l'écriture grâce au travail de prête-plume. L'année suivante, il revient à l'enseignement et il réalise un scénario de bande dessinée ainsi que son premier roman ; désormais, le virus de l'écriture s'installe. Il découvre l'Afrique lors de plusieurs voyages. De 1983 à 1985, il collabore au magazine Spirou pour lequel il crée la série de contes Christophe, illustrée par Serge Honorez. Pour le même périodique, il écrit encore le scénario d'un court récit de 2 planches pour Laudec en 2006. Puis, il s'intéresse de plus en plus à la littérature belge et aux lieux fréquentés par ses écrivains ; il redécouvre aussi la forêt et la marche. En 1986, il rencontre Alexis Curvers ; devient peu après son secrétaire littéraire et suscite plusieurs éditions et rééditions de ses œuvres jusqu'à sa mort en 1992. Il poursuit des études d'antiquaire à Liège et il abandonne l'enseignement secondaire en 1988. Il contracte un second mariage en 1992. En 1993, il se consacre principalement à l'écriture. Il devient administrateur de l'Association des écrivains belges de langue française et il est également chargé de cours en bibliophilie et littérature belge à l'école de libraires de Liège. Il donne par ailleurs de nombreuses conférences littéraires en 1994. Il entre au comité de rédaction de la Revue générale. Il est commissaire scientifique de l'exposition internationale produite par le Commissariat général aux relations internationales, De Liège au monde, Univers Simenon en 2003. Elle est montrée, depuis mai 2003, au Salon du livre et de la presse de Genève, à la Mairie de Paris, à l'Université Adam-Mickiewicz de Poznań, de Gérone...
Il est également journaliste littéraire pour Paris Match de 1998 à 2000. Il est aussi un collaborateur régulier à la revue littéraire La Grive et rédacteur de la collection « Maigret » chez Hachette, de 2005 à 2006.
Il crée des flâneries littéraires à Liège, en collaboration avec le Service du Livre Luxembourgeois de la province de Luxembourg.
Christian Libens est chargé de mission à la Promotion des Lettres (« Écrivains en classe »), animateur et chroniqueur littéraire. Il est également l’auteur d’une quarantaine d’ouvrages journalistiques et littéraires, parmi lesquels les romans La Forêt d’Apollinaire publié aux éditions Quorum en 1998 et Amours crues publié dans collection « Le Grand Miroir » aux éditions Luc Pire en 2009.
Parmi ses lectures figurent trois livres qui comptent : La neige était sale (roman) de Georges Simenon, Jean ou le monastère des deux saints Jean (nouvelle) d’Alexis Curvers et un recueil de poèmes : La Vie promise de Guy Goffette.

### Littérature jeunesse
En littérature d'enfance et de jeunesse, il écrit Un œil à la lune et l’autre crevé publié aux éditions Dricot en 1982. Il livre en collaboration avec Claude Raucy Écrase Négus ! publié dans la collection « Travelling » aux éditions Duculot en 1986. Il renouvelle cette collaboration pour l'ouvrage Un cocker en or publié par les éditions verviétoises La Dérive en 1996.

### Concepteur de jeu
Comme cocréateur de jeux de sociétés, on lui doit Brusselez-vous, ? ; Joue, c'est du Belge ; La Belgique infernale, pour les Éditions Labor ; Le jeu de Liège Qué n’afère à Lîdje, pour Noir Dessin Production avec le dentiste Jean-Paul Deleixhe.

### Vie privée
Il vit à Nessonvaux.

## Œuvres

### Publications

#### Romans
- Souris à la dame..., en collaboration avec Claude Raucy, Éd. Athéna, 1995.
- La Forêt d'Apollinaire, préface de Bernard Gheur, Quorum, Ottignies, 1998,rééd., coll. « Couleurs », Memor, Bruxelles, 1999, 2002 et 2006 (traduction roumaine, Padurea lui Apollinaire, Editura Fides, Iasi, 2006 ; traduction serbe, Apolinerova suma, Narodna Knjiga Alfa, Belgrade, 2007).
- Du pont liégeois, en coll. avec Jean-Paul Deleixhe et Guy Delhasse, coll. « Le Poulpe », Éditions Baleine, Paris, 1998.
- Amours crues, Luc Pire, coll. « Le Grand Miroir », Bruxelles, 2009,traduit partiellement en letton et en russe.
- Les Seins des saintes[13], Éditions Weyrich, coll. « Noir Corbeau », Neufchâteau, 2019  (ISBN 9782874895340).
- Quelques années et leurs poussières[14],[2],[15], Weyrich, coll. « Plumes du Coq », Bastogne, 2024  (ISBN 9782874899393).

#### Nouvelles
- Stanislas détective, Luperca, 1987, (traduit en néerlandais, Detective Stanislas) ; rééd. in Succès damnés, Luce Wilquin, Avin, 1997.
- Les Tontons liégeois, Quorum, Ottignies, 1996.
- Miel dans la forêt, in Tant de chiens, Memor, Bruxelles, 1998.
- Drôle d'écureuil, Éditions Chouette Province, Marche-en-Famenne, avril 1999.
- La Bête, in Suivez mon regard !, Éditions de l'IPW, Namur, 2011.
- Sève de femmes[2], nouvelles, Weyrich, coll. « Plumes du Coq », Neufchâteau, 2020  (ISBN 9782874895883),Préface de Jacques De Decker.

#### Littérature jeunesse
- Un œil à la lune et l’autre crevé, Dricot, Bressoux, 1982  (ISBN 2-87095-002-0)
- Écrase, Négus[2],[16] !, en coll. avec Claude Raucy, Duculot, coll. « Travelling », Gembloux, 1986  (ISBN 2-8011-0678-X).
- Un cocker en or, en coll. avec Claude Raucy, Éditions La Dérive, Verviers, 1996,rééd. Memor[17], coll. « Couleurs », Bruxelles, 2002 ; Je réussis, Waterloo, 2014  (ISBN 9782875461278).
- Ardenne junior, en coll. avec Claude Raucy, ill. Luc Foccroulle, La Dérive, Verviers, 1996 (OCLC 1400563682).

#### Essais et guides culturels
- Et si on écrivait un roman ?, Labor, Bruxelles, 1985  (ISBN 2-8040-0106-7).
- Extraordinaires cantons de l'Est, Didier-Hatier, Bruxelles, 1990 (édition trilingue: français, allemand, néerlandais).
- Guide de Liège et du pays de Liège, Didier-Hatier, Bruxelles, 1991,traduction néerlandaise, Gids voor Luik en het land van Luik, Didier-Hatier, Bruxelles, 1991.
- Sur les pas des écrivains à Liège, préface de Jean Claude Bologne, L'Octogone, Bruxelles, 1997.
- Sur les pas des écrivains en Ardenne, (en collab. avec Claude Raucy), préface de Guy Goffette, L'Octogone, Bruxelles, 1999.
- Liège ardente et artiste, Artis - Historia, coll. « Parcours », Bruxelles, 2000,traduction néerlandaise, Luik vurig en artistiek Artis - Historia, Bruxelles, 2000
- Écrire et traduire, coéd. Luc Pire/Parlement de la Communauté française de Belgique, Bruxelles, 2001 (édition des textes en collab. avec Nathalie Ryelandt).
- Sur les traces de Simenon à Liège, préface de John Simenon, L'Octogone, Louvain-la-Neuve, 2002.
- Yvon Adam, préface de Jean-Patrick Duchêne, coll. « Belles Voix », Luc Pire, Bruxelles, 2004.
- Sur les pas de Tempo di Roma d'Alexis Curvers, avec Dominique Costermans, préface de Patrick Nothomb, Eranthis-Ciaco, Louvain-la-Neuve, 2007.
- Testez votre culture belge, (en collab. avec Jean-Paul Deleixhe), Jourdan Éditeur, Bruxelles, 2007.
- Le Roman historique en Belgique francophone, (en collaboration), Éditions Le Cri, Bruxelles, 2008.
- Guide amoureux de Liège, Luc Pire, Bruxelles, 2009, 2010.
- Guide gourmand de Liège, (en collaboration) Luc Pire, Bruxelles, 2010.
- Écrire et faire écrire, t. 2, 50 auteurs belges vous font écrire (en collaboration avec Eva Kavian), De Boeck-Duculot, Bruxelles, 2011.
- Suivez mon regard ! Coups d'œil littéraires sur la Wallonie et son patrimoine, ouvrage collectif, Institut du Patrimoine wallon, Namur, 2011.
- Liège impertinente, illustrations René Cabodi et Martin Georis, Weyrich, Neufchâteau, 2011.
- Une petite histoire du roman policier belge[18],[2], Weyrich, coll. « Noir Corbeau », Neufchâteau, 2019  (ISBN 978-2-87489-541-8).

##### SérieLa Belgique de Simenon
- 101 scènes d'enquêtes, en collaboration avec Michel Carly, Weyrich, Neuchâteau, 2016  (ISBN 9782874893377)
- Du berceau aux reportages, en collaboration avec Michel Carly, Weyrich, 2019.
- Du journalisme à Maigret, en collaboration avec Michel Carly, Weyrich, 2019.
- Des gares au Pays Noir, en collaboration avec Michel Carly, Weyrich, 2019  (ISBN 9782874895371).
- De Bruxelles aux villégiatures[2], en collaboration avec Michel Carly, Weyrich, 2019  (ISBN 9782874895388).

#### Monographies
- Christian Libens, « Dossier L - Biron Paul », Service du Livre Luxembourgeois, Province de Luxembourg,‎ 1984 (lire en ligne [PDF], consulté le 31 mai 2024).
- Christian Libens, « Dossier L - Bastia France », Service du Livre Luxembourgeois, Province de Luxembourg,‎ 1996 (lire en ligne [PDF], consulté le 31 mai 2024).

#### Poésie
- Une autre fois peut-être[19], La Louve, Spa, 1982.
- Cinéma[5], poèmes, La Dérive, Verviers, 1991

#### Albums de bande dessinée
- Vola Poqwé[20], Éd. Imprimerie Massoz SA, Liège, 1981
Scénario : Christian Libens - Dessin : Willy Warnier,Traduction titre : [« Voilà pourquoi »]. Histoire humoristique de la ville de Liège prépubliée dans Liège notre cité. Il existe un tirage de tête de 1 000 exemplaires numérotés et signés.
- Les Enquêtes de leurs amis[21], Soleil, Toulon, décembre 1989
Scénario : collectif dont Christian Libens - Dessin : collectif dont Laudec - Couleurs : collectif -  (ISBN 2-87764-026-4),L'Hommage à Gil Jourdan et M. Tillieux.
- Tintin royaliste, Luc Pire, coll. « Tout petit Pire », Bruxelles, décembre 2001
Scénario : Christian Libens  - Couleurs : noir et blanc -  (ISBN 2-87415-091-6),Le plus petit livre sur Tintin. 25 × 32 mm.

### Jeux
- Brusselez-vous[10],[11] ? en collaboration avec Jean-Paul Deleixhe, illustrations de Johan De Moor, Éditions Labor, 1994.
- La Belgique infernale[12],[22] en collaboration avec Jean-Paul Deleixhe, illustrations de Johan De Moor, Éditions Labor, 1999.

## Prix et distinctions
- 1992 : prix de la ville de Liège[8],[1] ;
- 1995 : prix du jury des jeux de nos communautés[1].

#### Livres
: document utilisé comme source pour la rédaction de cet article.
- Philippe Mellot, Michel Denni, Laurent Turpin et Isabelle Morzadec, Trésors de la bande dessinée : BDM 2023-2024 - Catalogue encyclopédique et Argus, Paris, Les Arènes, novembre 2022, 1677 p., ill. ; 23 cm (ISBN 9791037507280, OCLC 1351462460, présentation en ligne), p. 1447. .

#### Articles
- Danny Hesse et Claude Raucy, « Dossier L - Christian Libens », Service du Livre Luxembourgeois, Province de Luxembourg,‎ 2002 (lire en ligne [PDF], consulté le 31 mai 2024).
- Jean-Claude Vantroyen, « Christian Libens mêle le goût des femmes et la passion littéraire », Le Soir,‎ 7 novembre 2020 (lire en ligne , consulté le 31 mai 2024).

### Vidéographie
- [vidéo] « Christian Libens nous parle de sa collection Plumes du coq aux éditions Weyrich », sur YouTube, 21 décembre 2023